# Barranco de Niágara
Barranco de Niágara este o arie protejată (arie specială de conservare — SAC, sit de importanță comunitară — SCI) din Spania întinsă pe o suprafață de 38,7 ha, integral pe uscat.

## Localizare
Centrul sitului Barranco de Niágara este situat la coordonatele 28°11′35″N 16°45′59″W / 28.1931°N 16.7665°V.

## Înființare
Situl Barranco de Niágara a fost declarat sit de importanță comunitară în octombrie 1999 pentru a proteja un număr necunoscut de specii din flora spontană și fauna sălbatică aflate în arealul zonei. Situl a fost protejat și ca arie specială de conservare în ianuarie 2010.

## Biodiversitate
Situată în ecoregiunea , aria protejată conține 2 habitate naturale: Păduri endemice cu Juniperus spp., Tufărișuri termo-mediteraneene și de pre-deșert.
La baza desemnării sitului se află un număr nedeclarat de specii protejate.